# Johannes Beutler
Johannes Beutler SJ (* 3. Oktober 1933 in Hamburg; † 6. November 2024 in Berlin) war ein deutscher römisch-katholischer Theologe und Professor für Theologie des Neuen Testaments und Fundamentaltheologie.

## Leben
Beutler wuchs als drittes von vier Kindern einer Lehrerfamilie in Hamburg auf. 1952 legte er das Abitur ab und studierte zunächst als Priesteramtskandidat der Diözese Osnabrück Philosophie an der PTH Frankfurt Sankt Georgen. 
1954 trat er ins Noviziat der Jesuiten in Eringerfeld ein und studierte Philosophie sowie Katholische Theologie, unterbrochen von einem zweijährigen Interstiz als
Erzieher am Aloisiuskolleg in Bad Godesberg. 1963 wurde er zum Priester geweiht. Er wurde 1972 zum Dr. theol. promoviert und habilitierte sich 1973. Im selben Jahr wurde Beutler ordentlicher Professor für Theologie des Neuen Testaments und Fundamentaltheologie an der Philosophisch-Theologischen Hochschule Sankt Georgen in Frankfurt am Main. Von 1978 bis 1982 sowie von 1992 bis 1996 leitete er diese Hochschule als Rektor. 
Ab 1998 lehrte er an der Päpstlichen Universität Gregoriana, wo er auch Vizerektor war und am Päpstlichen Bibelinstitut in Rom. Er war 1994–2001 Mitglied der Päpstlichen Bibelkommission. Beutler nahm darüber hinaus Lehraufträge in Nigeria, Bolivien, Kolumbien und Mexiko wahr.
Johannes Beutlers Spezialgebiet waren das Johannesevangelium und die Briefe des Johannes. Seine Kommentarwerke zu diesen biblischen Schriften sind in zahlreiche westliche Sprachen übersetzt.
Beutler war Mitglied im Bund Neudeutschland und Unterzeichner des Memorandums „Kirche 2011: Ein notwendiger Aufbruch“. Neben seiner wissenschaftlichen Forschungs- und Lehrtätigkeit war er immer auch in der Seelsorge tätig, so als Bundeskaplan im Bund Neudeutschland, in der Ausländer- und Gefangenenseelsorge.
Nach seiner Emeritierung lebte Beutler von 2007 bis 2023 wieder in Frankfurt am Main und widmete sich schriftstellerischen und pastoralen Tätigkeiten. Ab 2023 lebte er in der Seniorenkommunität Peter-Faber-Haus der Jesuiten in Berlin-Kladow, wo er am 6. November 2024 starb.
Johannes Beutler liegt im Jesuitengrab am Frankfurter Südfriedhof begraben.

## Schriften (Auswahl)
- Das Zeugnisthema im Johannesevangelium unter Berücksichtigung der Johannesbriefe. Eine traditionsgeschichtliche Untersuchung. Frankfurt am Main 1972, ISBN 3-7820-0253-9 (Teildruck der Dissertation, 64 Seiten).
- Martyria: traditionsgeschichtliche Untersuchungen zum Zeugnisthema bei Johannes (= Frankfurter theologische Studien. Band 10). Knecht, Frankfurt am Main 1972, ISBN 3-7820-0253-9 (Vollständige Ausgabe der Dissertation).
- Habt keine Angst. Die erste johanneische Abschiedsrede (Joh 14) (= SBS. Band 116). Katholisches Bibelwerk, Stuttgart 1984.
- Studien zu den johanneischen Schriften (= SBAB.NT. Band 25). Katholisches Bibelwerk, Stuttgart 1998
- Neue Studien zu den johanneischen Schriften. University Press Bonn, 2012, ISBN 978-3-86234-921-0. (, PDF).
- Die Johannesbriefe. Übersetzt und erklärt (RNT). Pustet, Regensburg 2000, ISBN 978-3791716572, übers. ins Englische und Italienische.
- L’Ebraismo e gli Ebrei nel vangelo di Giovanni (= Subsidia Biblica. Band 29). Editrice Pontificio Istituto Biblico, Rom 2006.
- Judaism and the Jews in the Gospel of John (= Subsidia Biblica. Band 30).  Editrice Pontificio Istituto Biblico, Rom 2006.
- Das Johannesevangelium. Kommentar. Herder, Freiburg 2013, ISBN 3-4518-0066-7 (), übers. ins Englische, Französische, Italienische, Spanische und Portugiesische.
- Leben in Fülle. Weitere Schriften zu den johanneischen Schriften (= SBAB. Band 75). Katholisches Bibelwerk, Stuttgart 2023.